# شهرستان بنتون (اورگن)
شهرستان بنتون، اورگن (به انگلیسی: Benton County, Oregon) شهرستانی در ایالات متحده آمریکا است که در اورگن واقع شده‌است.

## خصوصیات
شهرستان بنتون ۱٬۷۵۸٫۶۱ کیلومترمربع مساحت دارد.